# Enrico Marconi
Enrico Marconi, conosciuto in Polonia come Henryk Marconi (Roma, 7 gennaio 1792 – Varsavia, 21 febbraio 1863), è stato un architetto italiano che ha trascorso la maggior parte della sua vita nel Regno del Congresso.
Il primo maestro di Marconi fu il padre Leandro Giori, in seguito, tra il 1806 e il 1810, studiò all'Università di Bologna e presso l'Accademia di Belle Arti di Bologna.
Nel 1822 generale polacco Ludwik Michał Pac gli commissionò il completamento del suo palazzo a Dowspuda nei pressi del fiume Rospuda.
Si stabilì a Varsavia, e dal 1827 lavorò per il Consiglio di Stato e divenne professore (1851-1858) presso l'Accademia di Belle Arti.
Enrico Marconi si sposò con Małgorzata Heiton ed uno dei loro figli, Leandro Giori, divenne un architetto.

## Opere
- Hotel Europejski a Varsavia
- Mausoleo di Stanisław Kostka Potocki in Wilanów
- Stazioni ferroviarie a Varsavia
- Torre dell'acqua, Varsavia
- Grande Sinagoga, Łomża
- Chiesa di tutti i Santi, Varsavia
- Palace Orlow Murowany, Izbica, Lubelska

## Curiosità
Sottostante la Chiesa di Tutti i Santi a Varsavia è presente un teatro - lasciato in disuso dagli anni sessanta - dal 2009 gestito dall'Associazione "Italiani In Polonia". Grazie a questa gestione il teatro ha ripreso vita ed è stato intitolato dall'Associazione stessa "Enrico Marconi" in memoria dell'architetto. È rimasto attivo fino al 2011 sotto la direzione artistica del drammaturgo e regista romano Alberto Macchi operante a Varsavia.

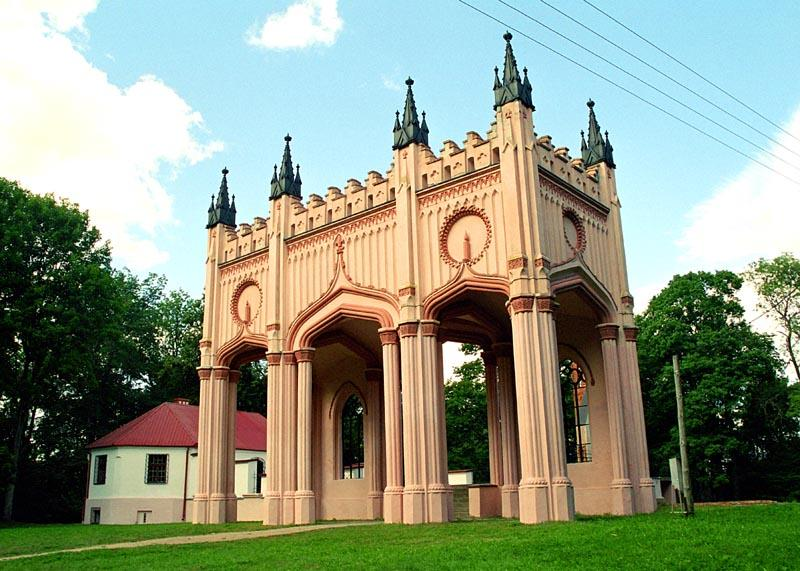
Pesti del Palazzo del Generale Pac a Dowspuda
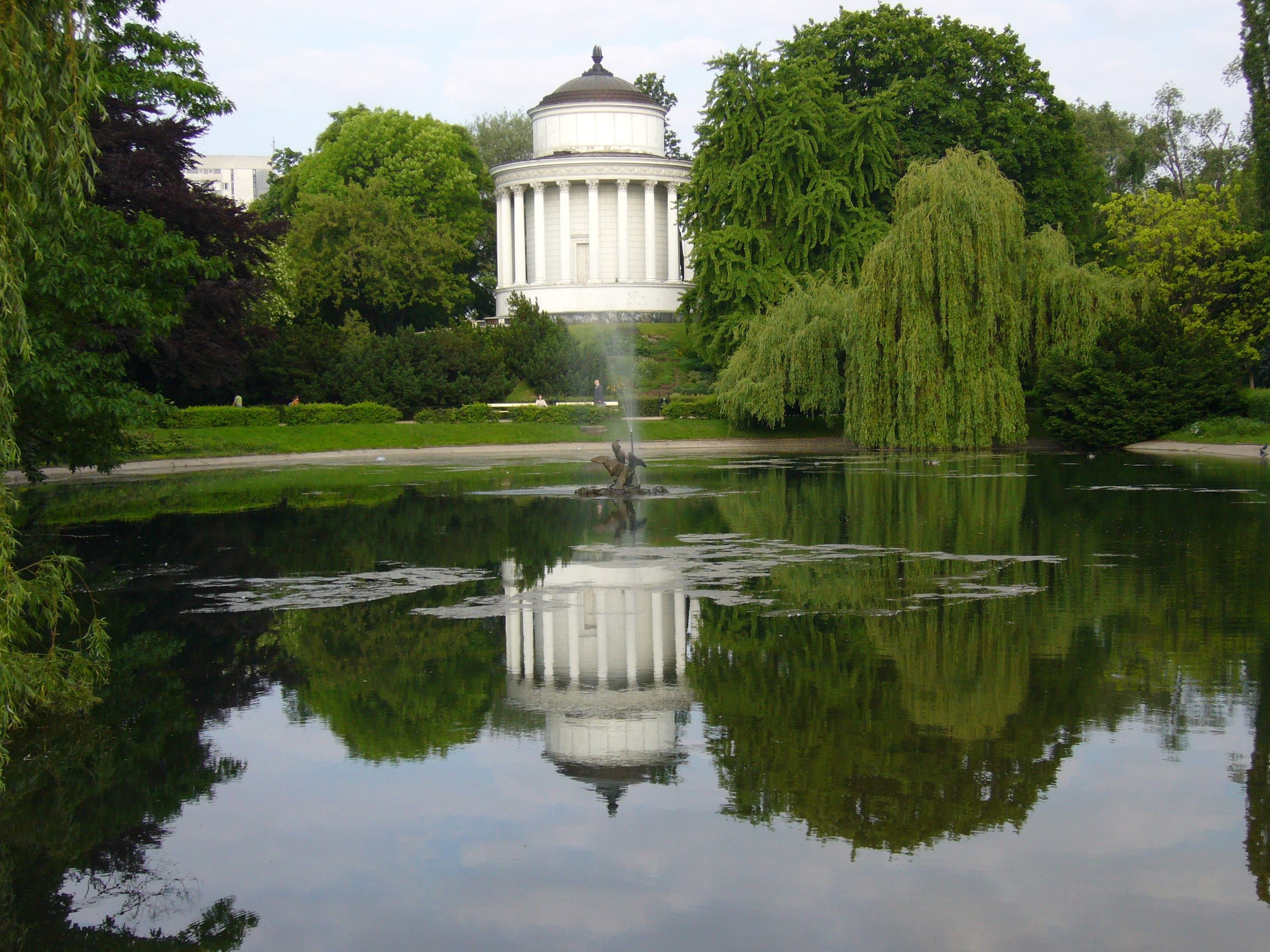
Torre dell'acqua , Varsavia
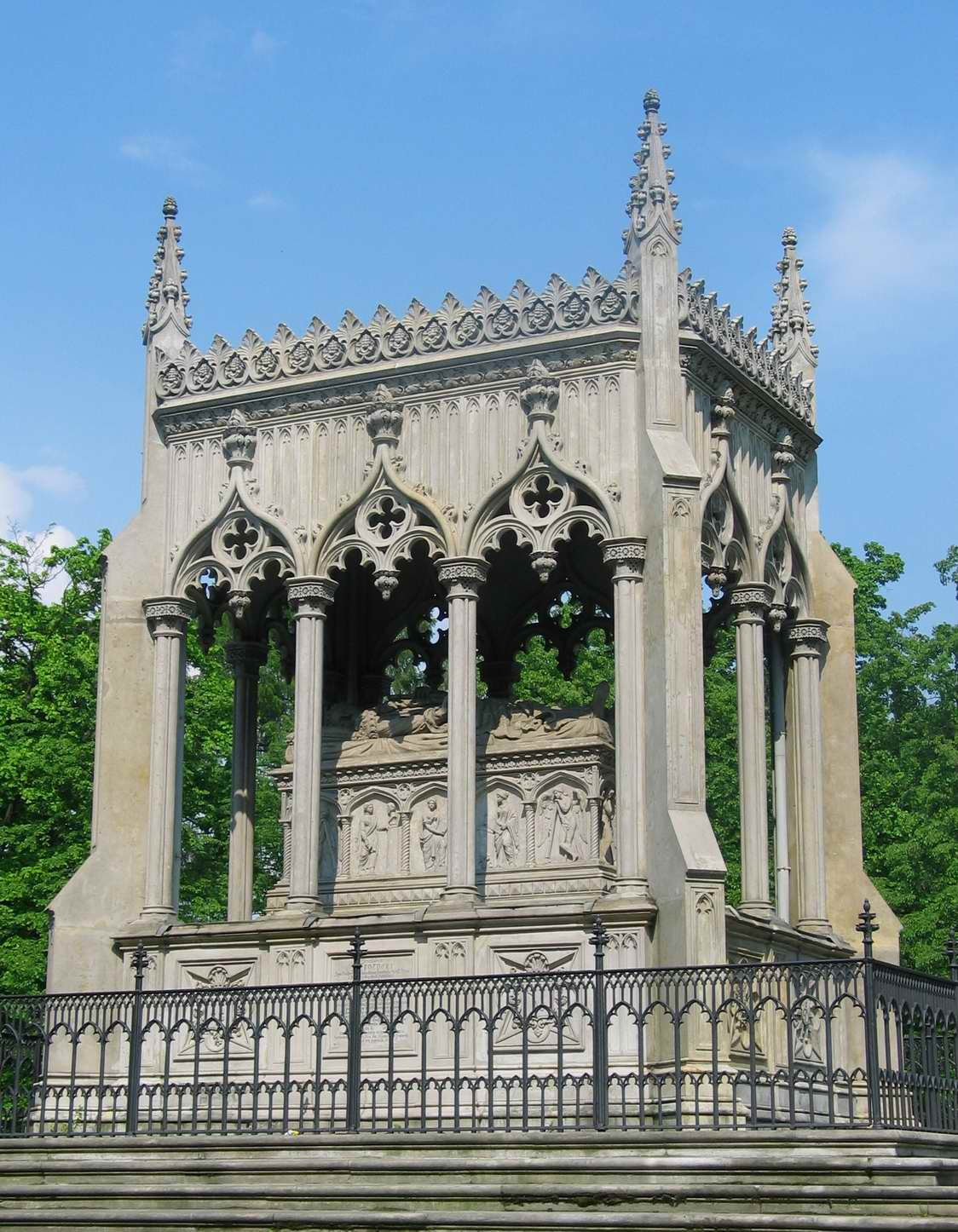
Mausoleo di Stanisław Kostka Potocki in Wilanów
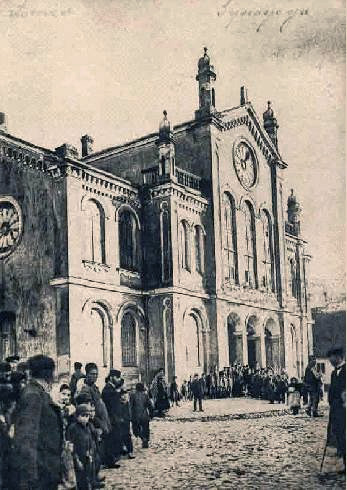
Grande Sinagoga, Łomża (distrutta)
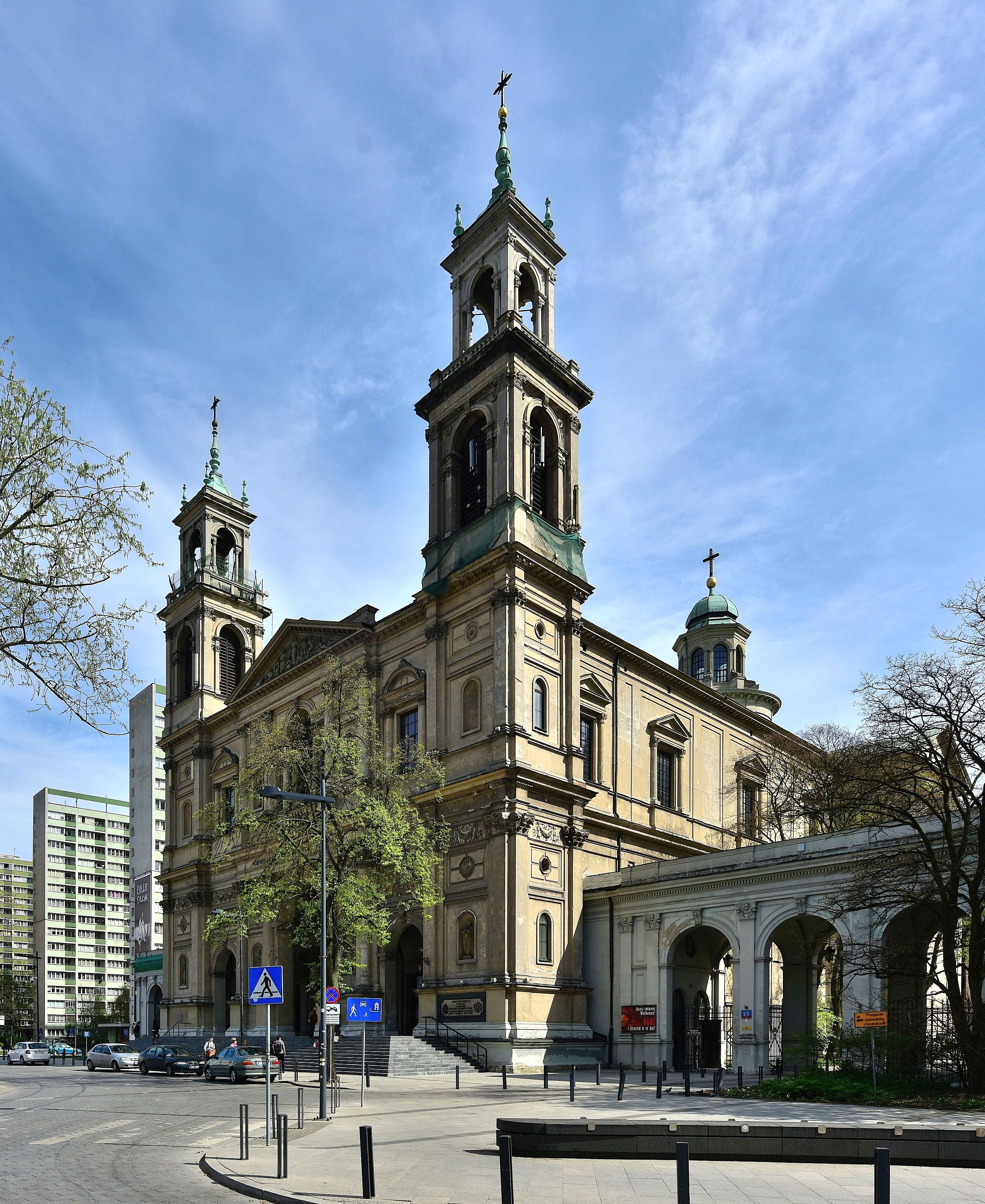
Chiesa di tutti i Santi, Varsavia
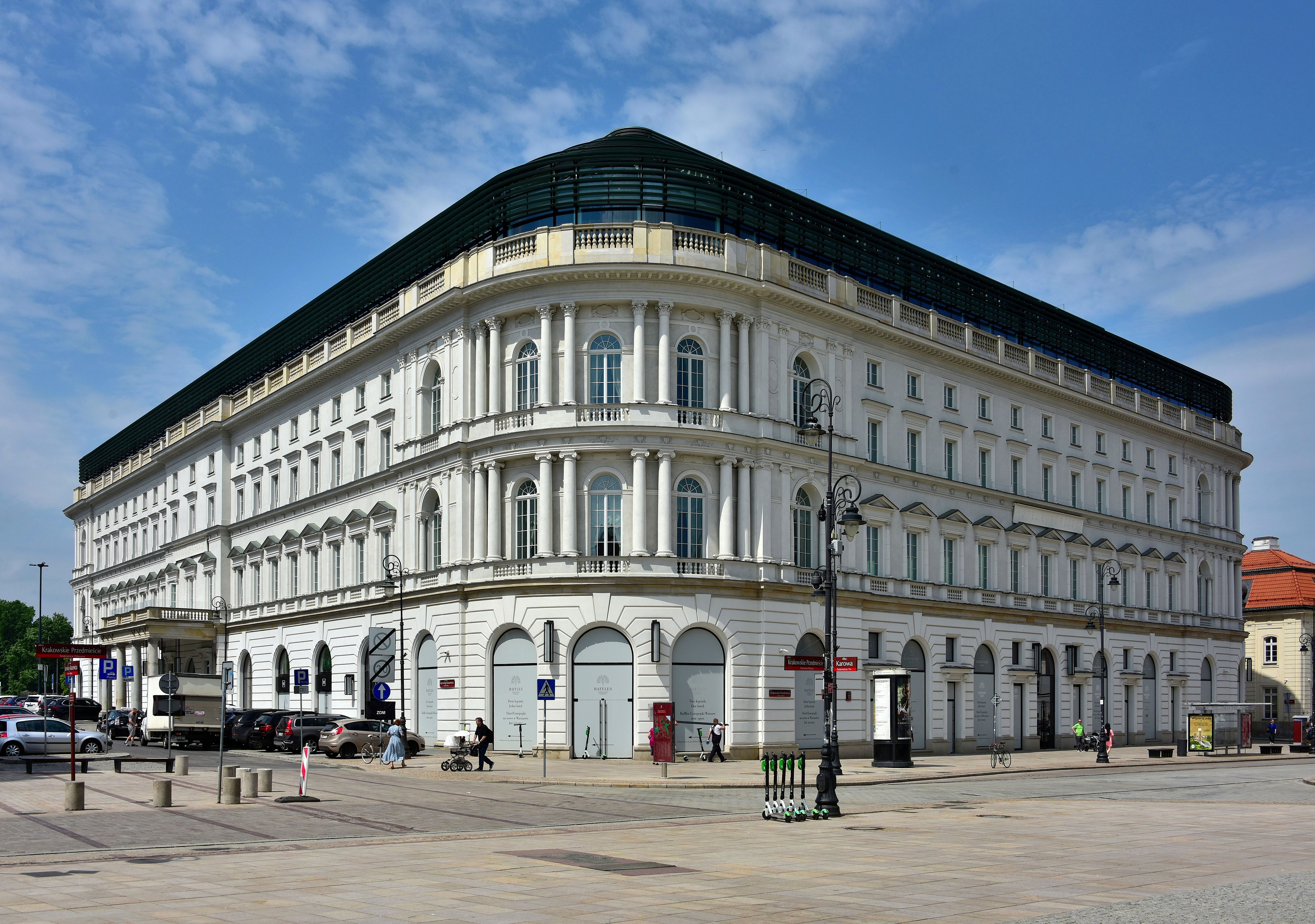
Hotel Europejski a Varsavia
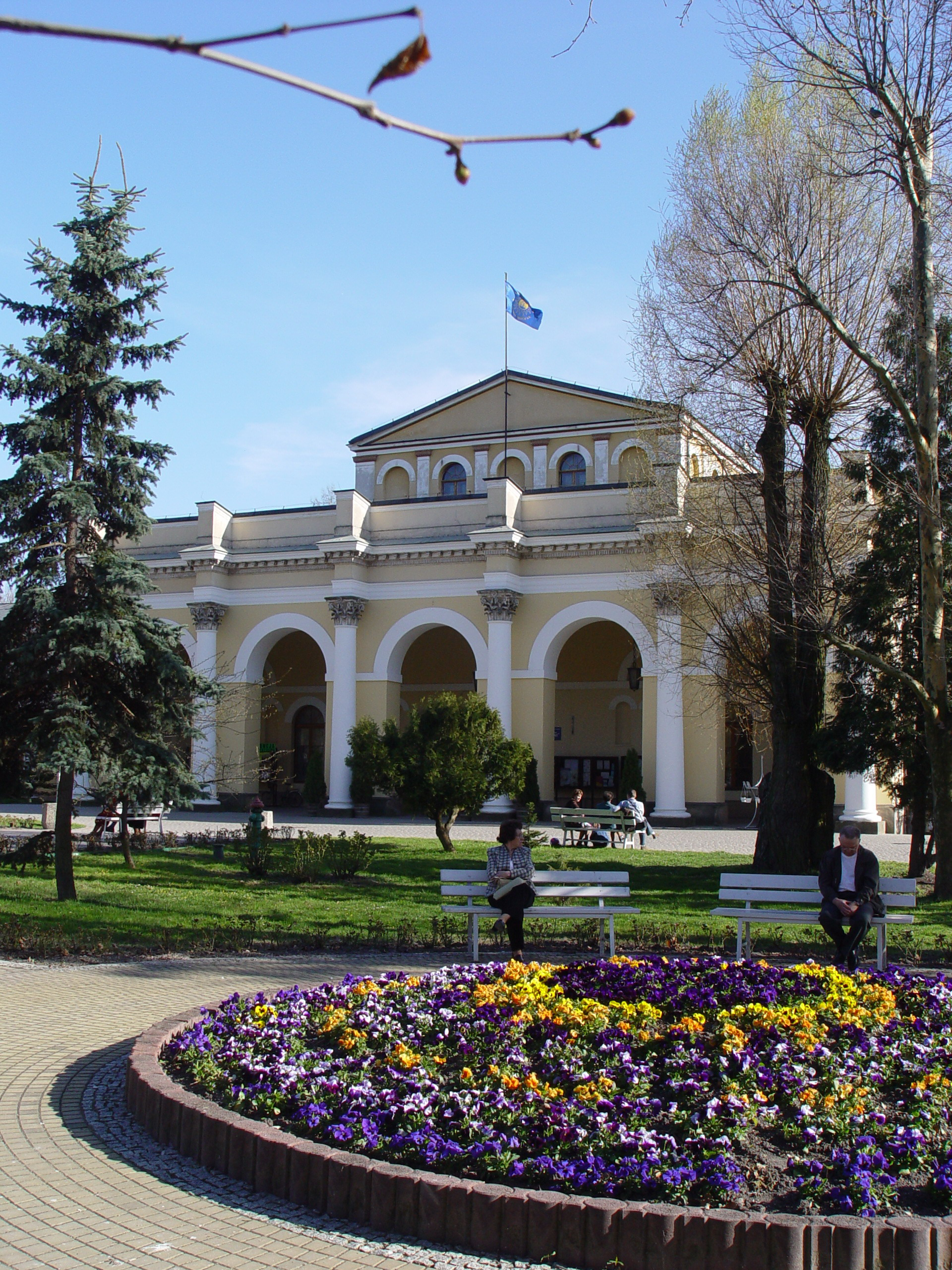
Spa House, Busko-Zdrój
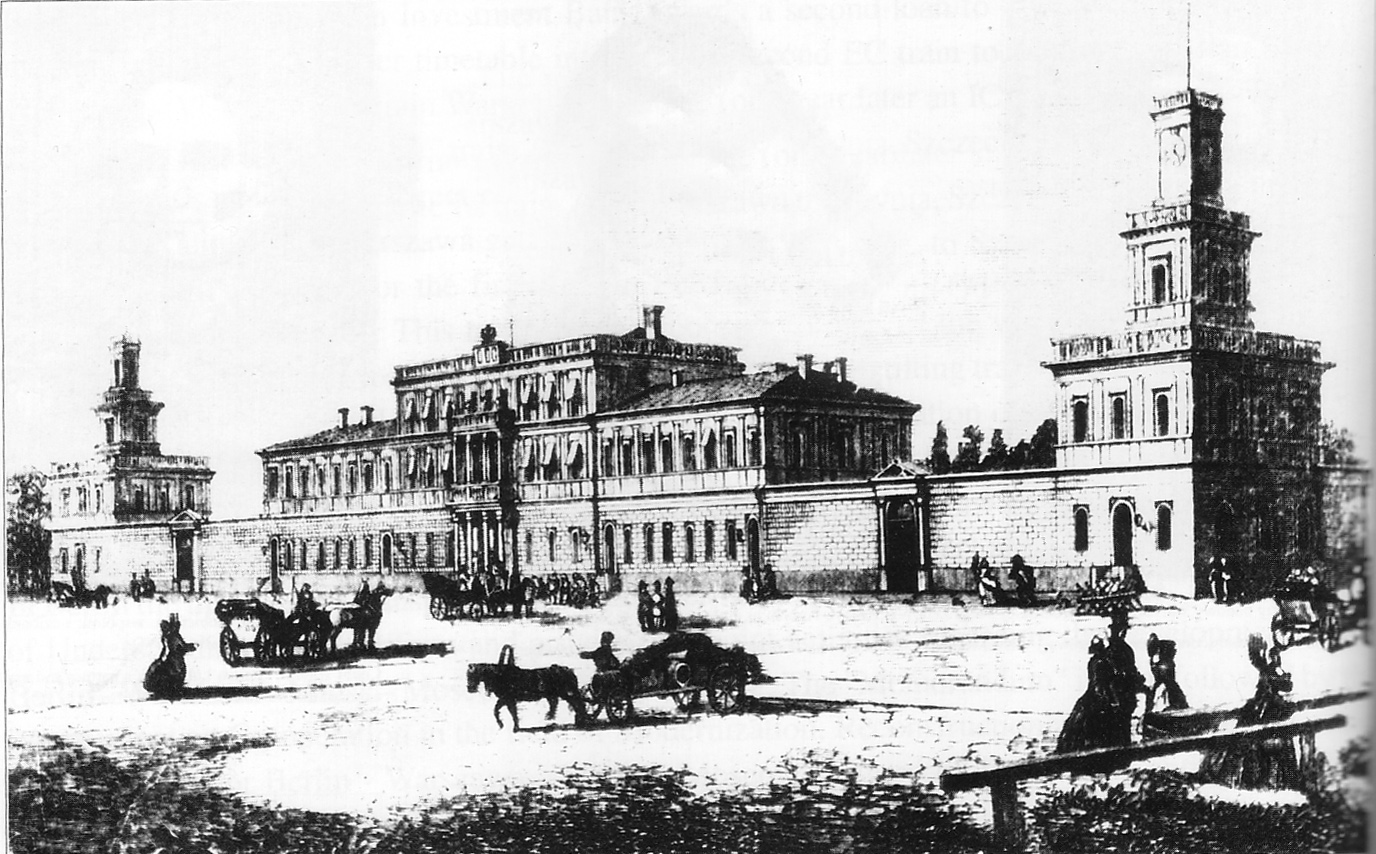
Stazioni ferroviarie a Varsavia (distrutta)
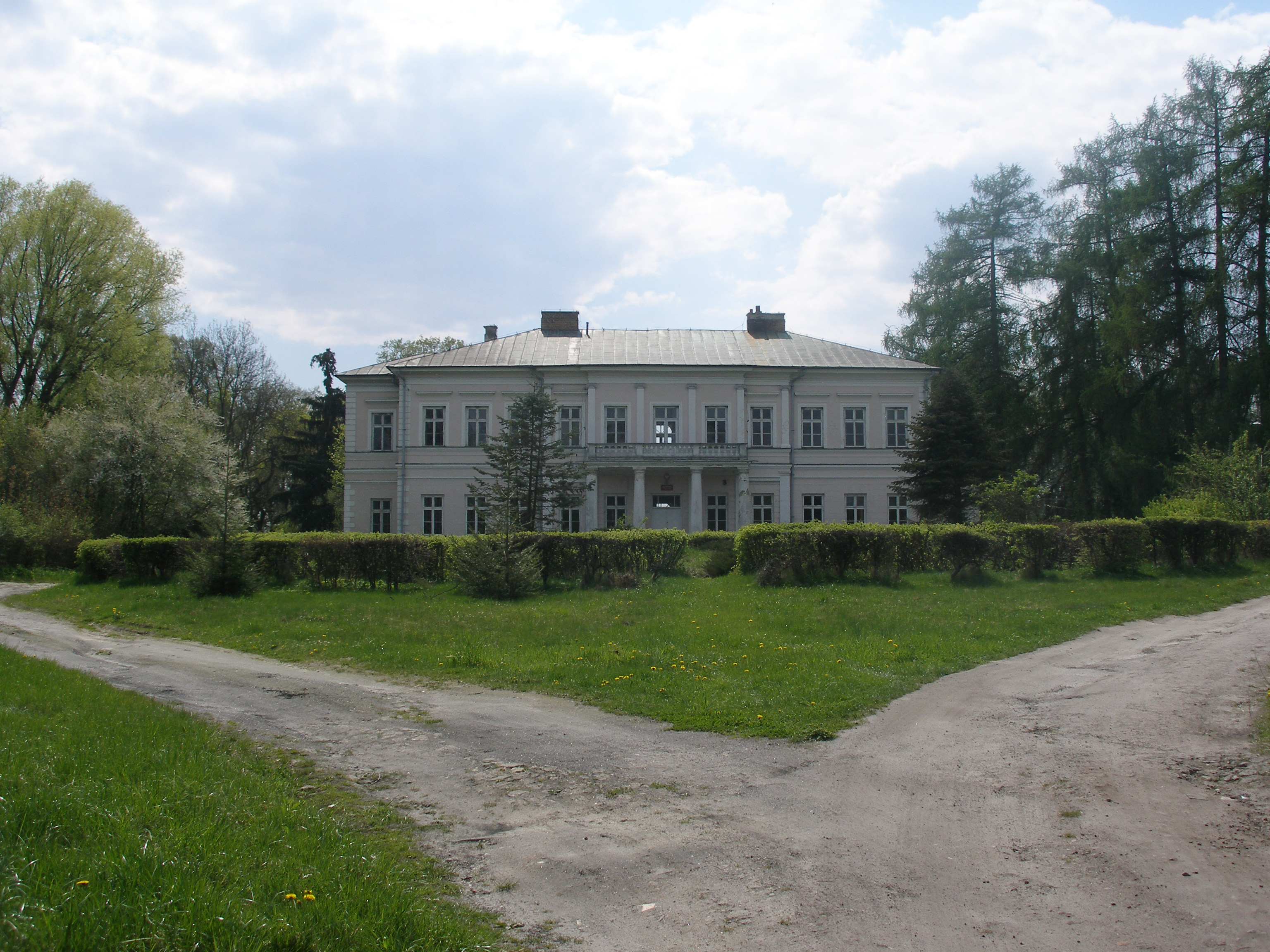
Palace Orlow Murowany
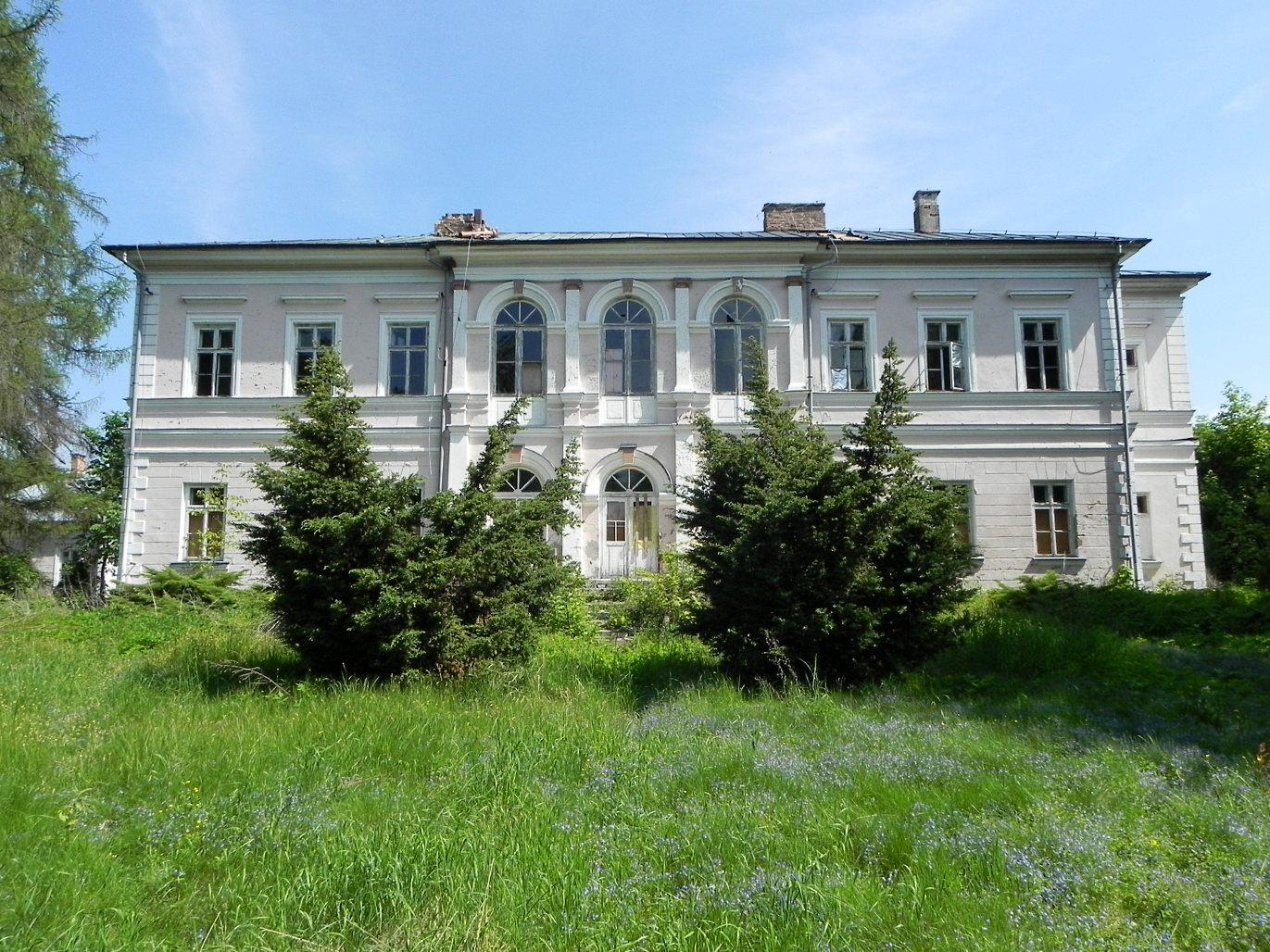